# Metro AG

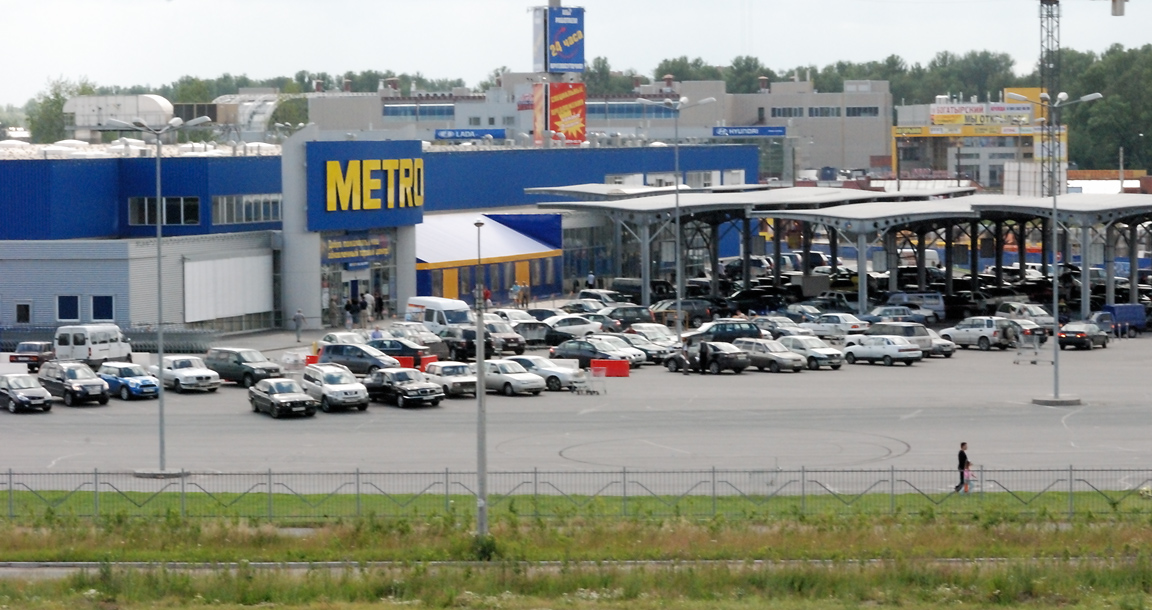
Una sucursal de Metro Cash & Carry en San Petersburgo.

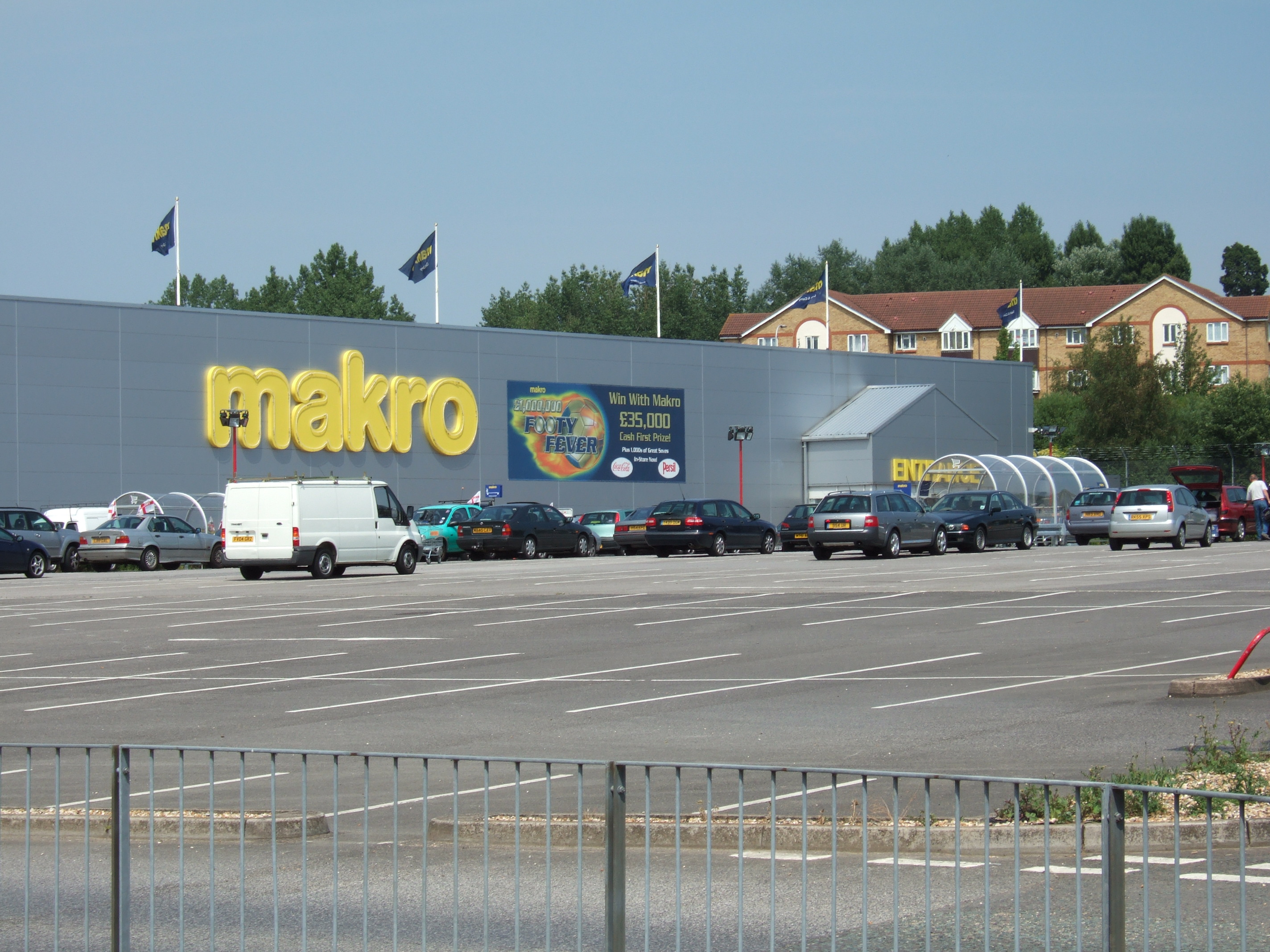
Una sucursal de Makro en la localidad de Reading en el Reino Unido.

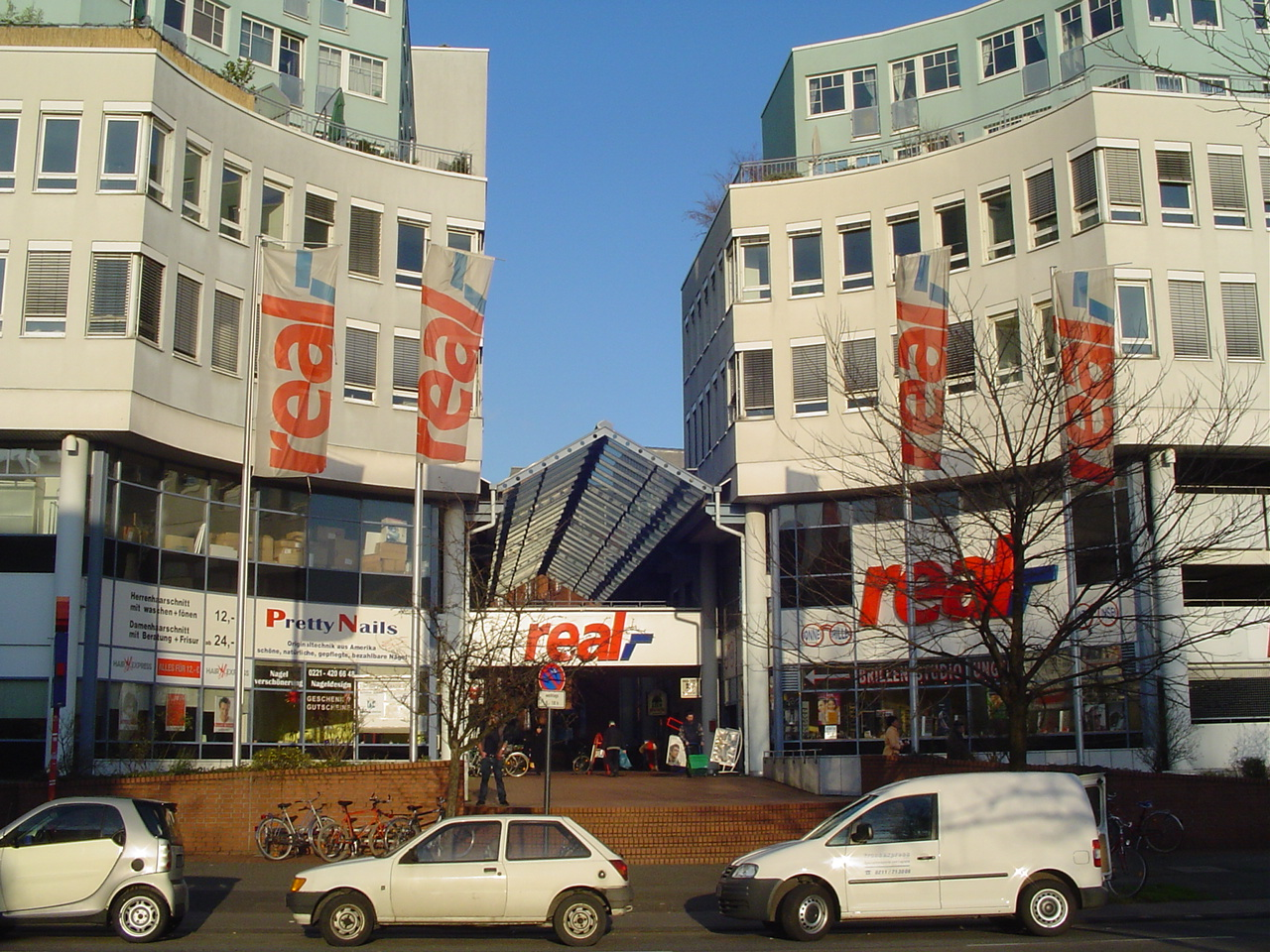
Una sucursal de Real.

Metro AG es una empresa multinacional alemana, con sede en Düsseldorf, que explota tiendas de autoservicio mayorista de tipo cash & carry, solo para clientes hosteleros o autónomos. Hasta 2020 también estaba activo el comercio minorista general a través de su sessión Real, que se vendió  un consorcio de inversores. A diferencia de las tiendas estadounidenses de autoservicio para afiliados como Costco o Sam’s Club, los particulares no pueden registrarse como clientes en la mayoría de los lugares donde opera Metro. En 2020 contaba con alrededor de 680 tiendas en 24 países de Europa y Asia.La empresa fue fundada en 1964 por Ernst Schmidt y Wilhelm Schmidt-Ruthenbeck. En 2010, era el cuarto minorista más grande del mundo en términos de ingresos, por detrás de Wal-Mart, Carrefour y Tesco. Su formato actual se creó en 2017 como una escisión de la antigua Metro AG, que continuó funcionando como minorista de electrónica de consumo y se rebautizó como Ceconomy.

## Historia
La historia de Metro comenzó el 8 de noviembre de 1963 en Essen cuando los hermanos Ernst Schmidt y Wilhelm Schmidt-Ruthenbeck abrieron el primer centro mayorista con el nombre de Metro. La planificación y la apertura del primer hipermercado con el nombre de Metro en Essen fueron responsabilidad de Walter Vieth, quien fue director gerente allí desde 1963 hasta 1970. 
En 1964, un año después de la apertura de la primera tienda Metro, la empresa Stöcker & Reinshagen (de la familia Schell) planeó crear una tienda mayorista de tipo cash and carry en Mülheim an der Ruhr. Durante la fase de construcción, los empresarios Schmidt-Ruthenbeck, Schmidt y Schell se reunieron y decidieron fusionar sus actividades de autoservicio mayorista. Así fundaron Metro-SB-Großmarkt GmbH & Co. KG, con sede central primero en Mülheim y posteriormente en Düsseldorf. En 1966, se abrió la tercera tienda Metro en Berlín Occidental. En 1967, a través de una asociación con la empresa holandesa SHV Holdings (Steenkolen Handels-Vereeniging), se abrió un centro mayorista en Utrecht, Países Bajos, con el nombre de makro.
En 1980, Metro se hizo con el 24,9 % de Kaufhof.
En marzo de 1996, se formó Metro AG por la fusión de Metro Cash & Carry con las empresas Kaufhof Holding AG, Deutsche SB-Kauf AG (de la compañía insolvente co op AG) y Asko Deutsche Kaufhaus AG (que había surgido de la empresa Allgemeine Saar Konsum, en la que una sociedad de inversión de Metro había tenido acciones previamente). El grupo también incluyó los centros comerciales Huma, las tiendas minoristas deportivas Primus Sportwelt, MHB Handel AG y el fabricante de material de oficina y papelería Pelikan, así como Media-Saturn, la empresa de electrónica de consumo de MediaMarkt y Saturn. Metro AG, que se fundó retrospectivamente el 1 de enero, empezó a cotizar en bolsa el 22 de julio de 1996, en la Bolsa de Fráncfort, y formó parte del índice DAX hasta 2012.
En 1998, los minoristas de informática Vobis y Maxdata, las tiendas de moda Adler y las zapaterías minoristas Reno, las tiendas de descuento TiP, Möbel Roller y las sucursales no rentables de Kaufhof se incorporaron a la filial Divaco, fundada junto con el Deutsche Bank y el grupo Gerling, con el fin de atraer nuevos compradores. En diciembre de 2003, Metro dejó su participación en Divaco KG y vendió sus acciones al único accionista y CEO, Siegfried Kaske, por 1 euro. En 2004, Metro volvió a comprar las tiendas de moda Adler a Divaco.
En 1998 también se adquirieron 94 grandes almacenes Allkauf-S, así como Allkauf Touristik Vertriebs GmbH, con 160 agencias de viajes, que posteriormente Metro volvió a vender.
En 2005, Metro se desprendió de su sección de bricolaje Praktiker, que salió a bolsa como empresa independiente.
En julio de 2006, Metro adquirió las 85 tiendas alemanas de la empresa Wal-Mart, que abandonó su negocio deficitario en Alemania. La mayoría de las tiendas de Wal-Mart se integraron en la marca comercial Real.
En julio de 2008, la cadena de supermercados Extra, con unas 250 ubicaciones y unas ventas de alrededor de 1600 millones de euros, se vendió a Rewe Group. Metro vendió las tiendas de moda Adler a la empresa asociada BluO en febrero de 2009.
En octubre de 2012, Makro-Habib en Pakistán se convirtió en Metro-Habib.
En noviembre de 2012, Metro vendió sus 91 hipermercados Real de Polonia, Rumania, Rusia y Ucrania a Auchan por 1100 millones de euros.
En 2014 Metro vendió sus 12 hipermercados de Turquía.
En 2017 Metro vendió los cuatro últimos hipermercados que le quedaban en Rumania.
El 15 de junio de 2015 Metro AG decidió vender Galeria Kaufhof al grupo minorista canadiense Hudson’s Bay Company por 3200 millones de dólares.
El 30 de marzo de 2016 el grupo Metro anunció que se dividiría en dos empresas independientes: una escisión del sector mayorista y de alimentación de Metro AG sería responsable de la división del grupo en dos empresas independientes, ambas con cotización en bolsa. Ambas tendrían su propia dirección y consejo de supervisión, además de perfiles empresariales independientes. Metro AG fue rebautizada con el nombre de Ceconomy y pasó a estar formada por las tiendas de electrónica MediaMarkt y Saturn, mientras que se creó una nueva empresa con el nombre de Metro AG integrada por Metro Cash & Carry y Real.
En septiembre de 2018, Metro anunció que deseaba vender la filial de hipermercados Real en Alemania para centrarse por entero en la actividad mayorista. En febrero de 2020, se acordó la venta de Real al consorcio germano-ruso de X-Bricks y SCP Group. La transacción se completó en junio de 2020.

## Operaciones mayoristas
La empresa explota tiendas mayoristas, principalmente de la marca Metro, en Europa, India, Japón, Kazajistán, Birmania y Pakistán. En Bélgica, Países Bajos, Polonia, Portugal, España y República Checa, tiene tiendas de la marca Makro, adquiridas enteramente de SHV Holdings en 1998.
Bélgica es el único país donde la empresa cuenta con tiendas para clientes registrados no empresariales, con 6 sucursales de la marca Metro. También hay 10 tiendas Metro para clientes empresariales registrados.
En junio de 2019, Metro explotaba alrededor de 769 tiendas mayoristas en 26 países.
| País            | Apertura | Tiendas mayoristas |  |
| --------------- | -------- | ------------------ |  |
| Austria         | 1971     | 12                 |  |
| Bélgica         | 1970     | 17                 |  |
| Bulgaria        | 1999     | 11                 |  |
| China           | 1996     | 94                 |  |
| Croacia         | 2001     | 9                  |  |
| República Checa | 1997     | 13                 |  |
| Francia         | 1971     | 98                 |  |
| Alemania        | 1964     | 107                |  |
| Hungría         | 1994     | 13                 |  |
| India           | 2003     | 28                 |  |
| Italia          | 1972     | 49                 |  |
| Japón           | 2002     | 10                 |  |
| Kazakstan       | 2009     | 6                  |  |
| Moldavia        | 2004     | 3                  |  |
| Países Bajos    | 1968     | 17                 |  |
| Paquistán       | 2007     | 9                  |  |
| Polonia         | 1994     | 29                 |  |
| Portugal        | 1990     | 10                 |  |
| Rumanía         | 1996     | 30                 |  |
| Rusia           | 2001     | 93                 |  |
| Serbia          | 2005     | 9                  |  |
| Eslovaquia      | 2000     | 6                  |  |
| España          | 1972     | 37                 |  |
| Turquía         | 1990     | 33                 |  |
| Ucrania         | 2003     | 31                 |  |

## Anteriores operaciones mayoristas

#### Dinamarca
Metro abrió la primera tienda en 1971 en Glostrup, un suburbio de Copenhague. Desde entonces se han abierto tiendas en Aarhus, Kolding, Sydhavnen en Copenhague y Aalborg, por orden cronológico. Dinamarca fue uno de los primeros países en comenzar a ofrecer servicios de reparto fuera de las tiendas y tuvo su propia flota de camiones que abarcaba todo el país. Metro abandonó Dinamarca en diciembre de 2014.

#### Reino Unido
En 2012, Metro vendió sus 30 tiendas Makro en Reino Unido a Booker Group.

#### Grecia
En 2014, Metro vendió el negocio griego de Makro, formado por 9 tiendas, a Sklavenitis.

#### Egipto
La primera tienda abrió en junio de 2010 y la segunda en octubre del mismo año. Ambas se cerraron entre 2013 y 2015, cuando la empresa empezó a retirarse de los mercados que generaban pérdidas.

#### Marruecos
En 2010, Metro vendió la filial de Makro en Marruecos.

#### Vietnam
En 2014, el grupo Metro firmó un acuerdo para vender su filial en Vietnam, formada por 19 tiendas, al grupo tailandés Berli Jucker por un valor de 665 millones de euros.

#### China
La primera tienda en China se abrió en 1996 en Shanghái en una empresa conjunta (joint venture) con el grupo Jinjiang. El 23 de abril de 2020 Metro completó la venta de su participación mayoritaria en Metro China, que contaba con 97 centros mayoristas, a Wumei Technology Group por más de 1500 millones de euros. La participación del 20 % de Metro en la empresa conjunta le permite explorar varias oportunidades de colaboración estratégica con Wumei y su socio tecnológico Dmall.

## El nombre de Metro
Metro protegió los derechos del nombre de marca Metro en una etapa temprana e incluso llegó a un acuerdo con el gigante de Hollywood Metro-Goldwyn-Mayer, lo cual fue posible sin compensación en aquel momento.
Metro intentó proteger sus derechos de uso del término “Metro” en diversos procesos. La empresa de ferrocarriles de Baja Sajonia MetroRail tuvo que cambiar su nombre por el de Metronom Eisenbahngesellschaft mbH, pero aún puede llamar Metro a sus trenes. También Metro Rapid Successors Metro Express se rebautizó tras amenazársele con emprender acciones legales. En Nabburg (Alto Palatinado), la discoteca Metro fue demandada y tuvo que cambiar de nombre. Las demandas contra las empresas de transporte público Berliner Verkehrsbetriebe (BVG), Hamburger Hochbahn (HHA), Hamburger Verkehrsverbund (HVV) y la Sociedad de Transportes de Múnich (MVG) como consecuencia de su uso de la denominación “Metro-Bus” para algunas rutas de autobús importantes fueron rechazadas en primera instancia. La segunda instancia confirmó las decisiones judiciales, pero restringió significativamente el uso del nombre “Metro” por parte de las empresas de transporte público. En la región del Ruhr, el sistema de alquiler de bicicletas Metrorad ruhr tuvo que cambiar su nombre por el de Metropolradruhr.
En 2012, ante un inminente conflicto de marcas, Microsoft rebautizó la interfaz de usuario Metro de su sistema operativo informático Microsoft Windows 8.

## Controversias
Tras la invasión rusa de Ucrania en 2022, que comenzó el 24 de febrero, muchas empresas internacionales, especialmente occidentales, se retiraron de Rusia. A diferencia de la mayoría de sus competidores occidentales, Metro AG anunció su intención de mantener sus operaciones en Rusia, lo que generó críticas. Funcionarios del gobierno ucraniano han pedido un boicot global a la empresa.La oficina ucraniana de Metro AG supuestamente ha sido amenazada por la sede de la compañía en Alemania debido a que la sucursal ucraniana pidió abiertamente sanciones contra la filial rusa de Metro. Según el exministro ucraniano Dmytro Dubilet, la sucursal ucraniana ha recibido advertencias sobre su posible desconexión del suministro centralizado. En febrero de 2023, la Agencia Nacional para la Prevención de la Corrupción de Ucrania incluyó a la empresa en la lista de Patrocinadores Internacionales de la Guerra.

### Metro en el mercado ruso
Metro AG es el cuarto mayor minorista de Rusia, por detrás de X5 PJPq.L, Magnit MGNTq.L y la cadena francesa Auchan.El 22 de marzo de 2022, en respuesta a la guerra en Ucrania, Metro AG publicó un comunicado oficial expresando solidaridad con Ucrania y condenando el conflicto. Actualmente, Metro AG está desarrollando nuevos proyectos en Rusia, como la expansión de la cadena de tiendas de comestibles «Fasol» y la aceptación de pagos con tarjetas «Mir», un sistema implementado por «Sberbank» en respuesta a las sanciones. Además, una investigación de la Agencia Nacional para la Prevención de la Corrupción (NACP) reveló que el accionista clave de Metro Cash & Carry, Daniel Křetínský, controla EP Infrastructure (EPIF), que posee el 49% de Eustream,la empresa encargada del transporte de gas de Rusia a Europa Central y del Este. Este hecho, junto con las actividades de la empresa, llevó a que Metro Cash & Carry fuera incluida en la lista de patrocinadores internacionales de la guerra de la NACP.
El último informe de resultados financieros trimestrales de Metro AG, publicado el 8 de febrero de 2023, mostró una disminución en las ventas de sus tiendas en Rusia. El documento indica que las ventas en moneda local cayeron un 14,1% en el primer trimestre del año fiscal 2022-2023, mientras que el EBITDA ajustado en Rusia disminuyó a 60 millones de euros desde los 81 millones en el primer trimestre de 2021-2022.